# Computerworld
Computerworld é uma revista voltada para os profissionais das tecnologias da informação e comunicação. É publicada pela editora International Data Group (IDG) em diversos países com o mesmo nome, ou nomes semelhantes. A versão de Computerworld em cada país contém conteúdo original e é gerido de forma independente. Foi lançada primeiramente em 1967 nos Estados Unidos, e a empresa controladora do Computerworld no país é a IDG Communications [en].

## História
Quando a IDG lançou a edição sueca em 1983, o nome "Computerworld" já estava registrado na Suécia por uma outra editora. É por esta razão que a edição sueca se chama Computer Sweden. Constitui-se como um jornal matutino em formato tabloide (41 cm) com 51 000 exemplares (2007) e um estimado de 120 000 leitores. De 1999 até o ano de 2008, publicava-se três dias por semana, mas desde 2009, publica-se todas às terças e sextas-feiras.
Em junho de 2014, o Computerworld US abandonou sua edição impressa, passando a ser publicado exclusivamente em formato digital (internet). Já no mês seguinte estreia a revista mensal Computerworld Digital.